# Comuna Poboru, Olt
Poboru este o comună în județul Olt, Muntenia, România, formată din satele Albești, Cornățelu, Creți, Poboru (reședința), Seaca și Surpeni.

## Primari
- Iulian Bărăscu
- Dumitru Bărbulescu

## Demografie
Componența etnică a comunei Poboru
     Români (90,97%)
     Alte etnii (0%)
     Necunoscută (9,03%)
Componența confesională a comunei Poboru
     Ortodocși (90,85%)
     Alte religii (0,06%)
     Necunoscută (9,09%)
Conform recensământului efectuat în 2021, populația comunei Poboru se ridică la 1.694 de locuitori, în scădere față de recensământul anterior din 2011, când fuseseră înregistrați 2.034 de locuitori. Majoritatea locuitorilor sunt români (90,97%), iar pentru 9,03% nu se cunoaște apartenența etnică. Din punct de vedere confesional, majoritatea locuitorilor sunt ortodocși (90,85%), iar pentru 9,09% nu se cunoaște apartenența confesională.

## Politică și administrație
Comuna Poboru este administrată de un primar și un consiliu local compus din 11 consilieri. Primarul, Iulian Bărăscu[*], de la Partidul Social Democrat, este în funcție din 2008. Începând cu alegerile locale din 2024, consiliul local are următoarea componență pe partide politice:
|  | Partid                    | Consilieri | Componența Consiliului | Componența Consiliului | Componența Consiliului | Componența Consiliului | Componența Consiliului | Componența Consiliului | Componența Consiliului | Componența Consiliului | Componența Consiliului | Componența Consiliului |
|  | ------------------------- | ---------- | ---------------------- | ---------------------- | ---------------------- | ---------------------- | ---------------------- | ---------------------- | ---------------------- | ---------------------- | ---------------------- | ---------------------- |
|  | Partidul Social Democrat  | 10         |                        |                        |                        |                        |                        |                        |                        |                        |                        |                        |
|  | Partidul Național Liberal | 1          |                        |                        |                        |                        |                        |                        |                        |                        |                        |                        |

## Personalități născute aici
- Constantin Simionescu (n. 1937), fost senator.
- Jean Calcianu (n. 1893) pilot automobilism, inginer licentiat la Paris.